# Amilcar Crétier
Pour les articles homonymes, voir Crétier.
Pas d'image ? Cliquez ici
Amilcar Crétier, né à Verrès, dans la basse Vallée d'Aoste, en 1909, mort au Cervin le 8 juillet 1933, est un alpiniste italien.

## Biographie
Fils du notaire Pierre Crétier originaire d'Émarèse, Amilcar Crétier a ouvert 53 voies nouvelles dans les Alpes occidentales, dont les plus importantes sont la face nord-est de la Grivola, la face sud du mont Maudit, la face nord du Grand Paradis, la face sud de l'aiguille Noire de Peuterey ; une pointe des Dames anglaises (entre l'aiguille Noire et l'aiguille Blanche de Peuterey), dont il avait fait la première ascension, a été nommée Pointe Crétier,.
Il s’est tué à l'âge de 24 ans, le 8 juillet 1933 lors de la descente de la première ascension de l'arête De Amicis au Cervin, avec ses deux compagnons de cordée Basile Ollietti (né à Aoste en 1909) et Antoine Gaspard (né à Valtournenche en 1910).
Une rue du centre ville à Aoste porte son nom.

## Premières ascensions
- 2 août 1926 : face nord-est de la Grivola avec Lino Binel[3]
- 4 août 1929 : voie des Italiens ou voie Crétier en face sud-est du mont Maudit avec René Chabod et Lino Binel[3]
- 11 juillet 1930 : versant nord-ouest et arête nord-nord-est du Grand Paradis avec René Chabod et Lino Bon[3]
- 1932 : tentative en face nord des grandes Jorasses avec Lino Binel[4]